# JamLegend
JamLegend est un jeu vidéo musical Gratuit, en ligne, sur navigateur et semblable à Guitar Hero.

## Histoire
JamLegend a été créé par Andrew Lee, Arjun Lall, Ryan Wilson en 2008 et a été fermé le 29 avril 2011.
JamLegend participa au "LaunchBox Digital 2008 summer cycle".
Le jeu est en bêta privée du 26 août 2008 au 4 décembre 2008 : pour pouvoir s'inscrire, les joueurs devaient avoir été invités. Le 4 décembre 2008, le jeu passe en bêta publique et il n'est plus nécessaire d'avoir une invitation pour pouvoir s'inscrire.
JamLegend atteint 5 millions de musiques jouées le mercredi 11 mars 2009. JamLegend annonce sur son blog sa fermeture définitive pour le 29 avril 2011 ; la raison invoquée est la volonté des créateurs de se lancer dans de nouveaux projets.

## Artistes
Avant sa fermeture, Jamlegend a réuni plusieurs dizaines d'artistes sur son site. La plupart d'entre eux ne sont pas connus du grand public.

## Caractéristiques
Voici les principales caractéristiques de JamLegend :
- Possibilité de jouer gratuitement sur la plupart des ordinateurs possédant une connexion internet ainsi que le plugin Adobe Flash installé.
- 2 Différents instruments : BeatJam et GuitarJam. BeatJam est en fait un mélange des instruments entendus dans la chanson, GuitarJam se focalise sur la guitare.
- 2 Différents modes : Tap et Strum.
- Différents types de jeu : Solo (contre un bot, "Roxanne" ou "Chrys"), Duels (joueur contre joueur, en différé), Showdowns (joueurs contre joueurs, en temps réel)
- 4 difficultés de jeu : Normal, Skilled, Insane et Legendary
- Page de profil des joueurs, mettant à disposition des statistiques de jeu sur le joueur, tel que le rang, les scores, les musiques récemment jouées, les achèvements, le mur...
- Classement en temps réel : met en valeur le Top 10 des joueurs dans différentes catégories, comme par exemple le rang, le nombre de notes d'affilée (streak), les points, le nombre de musiques jouées.
- Système d'"Achievements" : Les joueurs ont 48 potentiels objectifs à atteindre.
- Nombre de musiques disponibles en constante croissance.

Le site autorise les artistes à proposer leurs musiques sur le jeu pour par la suite être jouées.
JamLegend encourage les artistes à rendre leur musiques disponibles: leur argument principal est que grâce au site, le groupe peut acquérir une renommée facilement et rapidement.

## Musiques disponibles
Plus de 868 musiques peuvent être jouées parmi lesquelles on retrouve la version raccourcie de Misery du groupe Maroon 5, des chansons de DragonForce et des classiques de Beethoven, Mozart ou encore Chopin.

## Types de Comptes
Au début du mois de juillet 2010, les Comptes PRO et PRO Plus ont été supprimés mais un nouveau type de compte est apparu : les VIP. 
Les VIP doublent l'expérience gagnée à chaque fin de musique, les Bonus de x2 à x4 sont plus présents, et les VIP ont accès à 300 chansons dans la "Library", la bibliothèque de ses musiques importées sur le jeu.
Coût au mois d'un compte VIP : 2000 JamCash soit 1,50 USD

## Informations supplémentaires
Le jeu/site est programmé en Java et en Flex. Le jeu en lui-même est affiché sur le navigateur avec Adobe Flash Player.
JamLegend utilise Amazon Web Services pour le stockage de données.
La communauté de joueurs a des membres spéciaux, comme des "trackers", "moderateurs", "producers" et "genius". Ces membres sont reconnus à leur badge à côté de leur nom, et ont plus de privilèges que de simples membres.
JamLegend utilise la plateforme "GetSatisfaction" pour le support technique, l'aide, les demandes, les questions, suggestions...

## Jeu similaire
http://thirdstyle.com/play